# John Terry
John George Terry (pronuncia [dʒɒn dʒɔː(ɹ)dʒ tɛɹi]; Londra, 7 dicembre 1980) è un allenatore di calcio ed ex calciatore inglese, di ruolo difensore, collaboratore del settore giovanile del Chelsea.
Considerato uno dei più forti difensori della sua generazione e uno dei migliori difensori inglesi della storia, è stato il capitano del Chelsea dal 2004 al 2017, venendo nominato con il club londinese miglior difensore della Champions League nel 2005, 2008 e 2009. Inoltre è stato votato Giocatore dell'anno della PFA nel 2005, e fino al 2009 è sempre stato incluso nella FIFA FIFPro World XI. Figurante nella squadra ideale dei Mondiali 2006 (l'unico inglese) è stato anche votato per tre volte giocatore dell'anno dai tifosi del Chelsea (record nella storia del club). Con 717 presenze complessive, delle quali 580 con la fascia di capitano, risulta inoltre il terzo calciatore ad avere conseguito più apparizioni nella storia del Chelsea. Nella stagione 2014-2015, quando indossava la maglia del Chelsea, è diventato anche il secondo calciatore di movimento nella storia della Premier League, dopo Gary Pallister del Manchester United (stagione 1992-1993), a giocare tutti i minuti di tutte le partite stagionali e poi vincere il campionato.
Durante la sua carriera, oltre che nel Chelsea (nel quale ha debuttato nel 1998), ha giocato nel Nottingham Forest all'inizio del 2000 e nell'Aston Villa nella stagione conclusiva della sua ventennale carriera. Prima di arrivare ai Blues, ha militato per quattro stagioni nelle giovanili del West Ham Utd.
Nel 2007 è stato il primo capitano ad alzare la FA Cup nel nuovo stadio di Wembley, dopo la vittoria in finale del Chelsea ai tempi supplementari contro il Manchester United (1-0). È stato inoltre il primo giocatore della nazionale inglese a segnare nel nuovo impianto durante la gara Inghilterra-Brasile (1-1).

## Biografia

### Vita privata

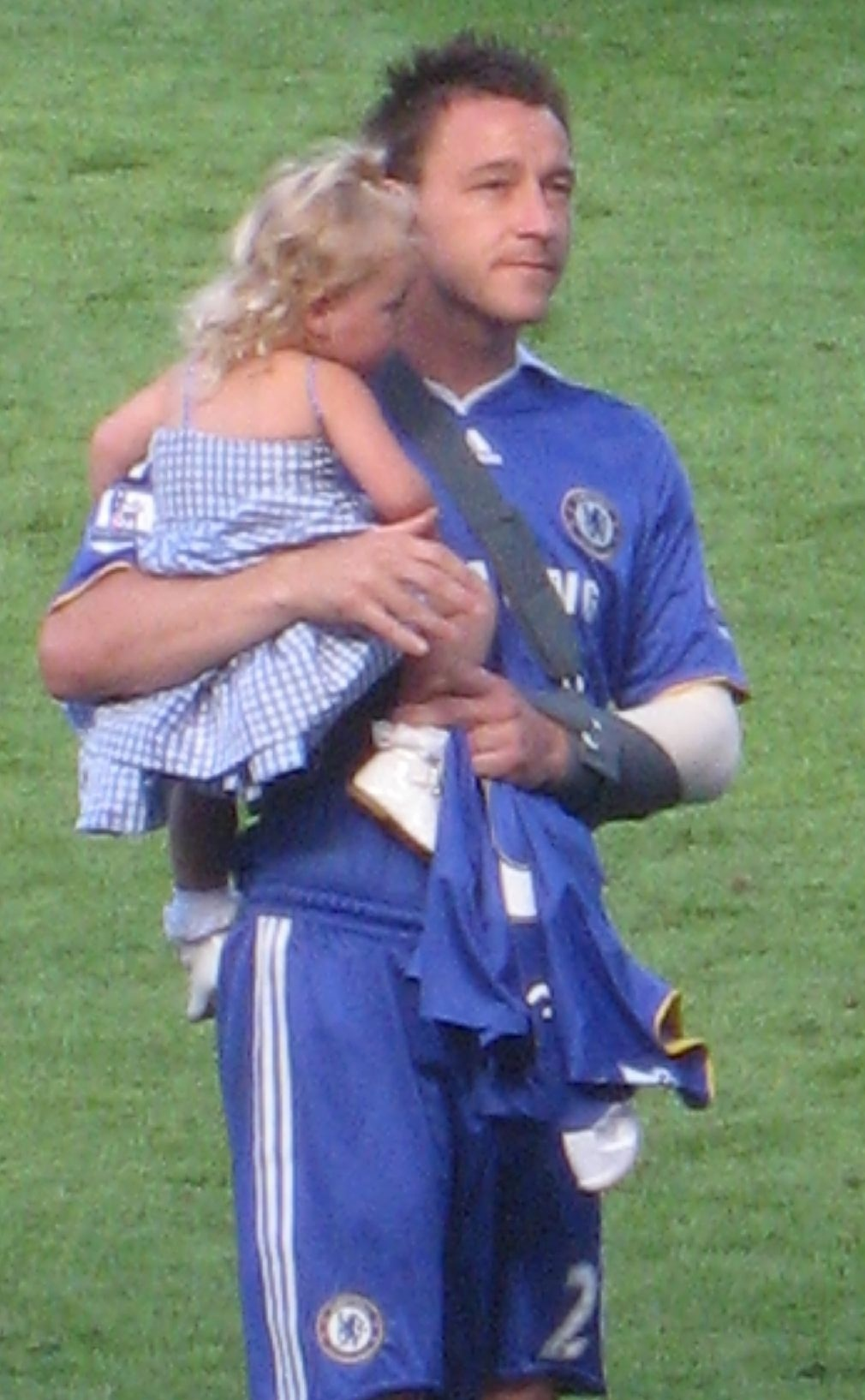
Terry con sua figlia al termine dell'ultima partita di Premier League della stagione 2007-2008.

John Terry è nato il 7 dicembre 1980 da Ted e Sue, e ha un fratello di nome Paul (classe 1979) che fu anch'egli un calciatore professionista. Nonostante abbia trascorso la propria carriera calcistica fin dalle giovanili tra le file del Chelsea (e quando vi entrò lasciò la scuola a 16 anni), Terry dichiarò che, quand'era più piccolo, era un tifoso del Manchester United. Sposatosi il 15 giugno 2007 con Toni Poole, da lei ha avuto due gemelli, nati il 18 maggio 2006: un maschio, Georgie John, e una femmina, Summer Rose. Nel 2009, Terry venne votato "Padre Inglese dell'Anno".
Terry è uno dei pochi calciatori che è riuscito a guadagnare oltre un milione di sterline grazie alla sua autobiografia.
Il 29 gennaio 2010 fu scoperto un tradimento ai danni di sua moglie con Vanessa Perroncel, ex-fidanzata del suo amico e compagno di squadra al Chelsea ed in Nazionale, nonché testimone di nozze, Wayne Bridge. Dopo avere pensato inizialmente di divorziare, la moglie decise poi di perdonarlo.
Come altri ex giocatori, dopo il ritiro è entrato a far parte del progetto "Wine of the Champions" di Fabio Cordella per la produzione di vino con il suo nome.

### Controversie
Terry fu rinvenuto ubriaco (insieme ai compagni di squadra Frank Lampard, Eiður Guðjohnsen e Jody Morris) la notte del 12 settembre 2001 in un hotel di Heathrow; durante quella serata, i quattro infastidirono alcuni turisti statunitensi spaventati dagli attentati dell'11 settembre.
Il 20 dicembre 2009 Terry fu coinvolto in uno scandalo dal giornale News of the World il quale pubblicò sul suo sito web un video che immortalava il giocatore intento a vendere, a circa 9.000 euro, un tour guidato all'interno del centro sportivo del Chelsea. Il video è stato girato segretamente da tre giornalisti del News abilmente camuffati.
Il 17 marzo 2010 investì uno steward di Stamford Bridge con la propria autovettura, dopo aver terminato la partita Chelsea-Inter 0-1 di Champions League; in seguito si presentò spontaneamente all'interrogatorio dalla polizia.
Il 2 novembre 2011 fu accusato di razzismo da parte di Anton Ferdinand, che sarebbe stato insultato da Terry il 23 ottobre in QPR-Chelsea: nel corso della gara Terry avrebbe rivolto a Ferdinand un'offesa razzista; la segnalazione fu fatta da un poliziotto che stava guardando la partita da casa e che ne lesse il labiale. L'accaduto portò la federazione inglese a revocargli la fascia il 3 febbraio 2012. Il 13 luglio seguente, anche grazie alla testimonianza in suo favore del compagno di squadra Ashley Cole, Terry fu processato e assolto a causa della poca chiarezza dell'accaduto. Dopo un attento esame furono successivamente dimostrati i suoi insulti razzisti e il 27 settembre 2012 l'FA decise di squalificarlo per quattro gare e comminargli una multa di 220.000 Euro. Nonostante ne avesse la possibilità, Terry non fece ricorso nei confronti della sentenza.

### Nella cultura di massa
Nella versione britannica di PES 6 Terry era in copertina assieme ad Adriano.

## Caratteristiche

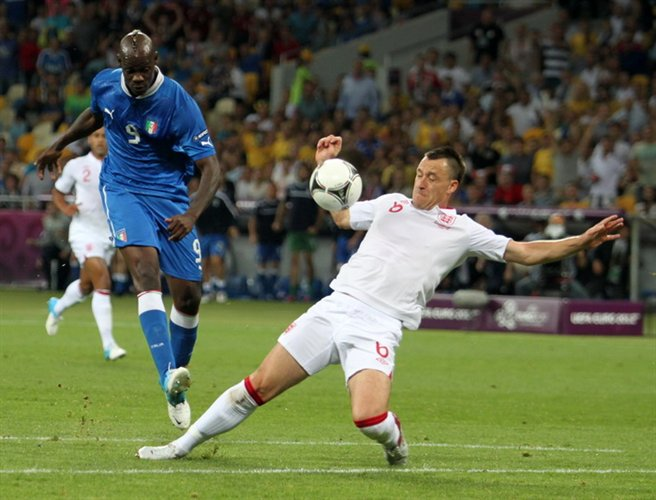
Terry (a destra) in contrasto su Mario Balotelli durante il quarto di finale di Euro 2012 tra e.

Dopo avere ricoperto il ruolo di centrocampista nelle giovanili del West Ham Utd, è stato successivamente spostato nel ruolo di difensore centrale. Difensore rude e roccioso, dotato di grande fisicità e prestanza atletica, faceva del gioco aereo, del posizionamento, dell'abilità nel tackle e dell'anticipo le sue qualità migliori, anche se difettava in velocità, rendendolo meno efficace in una difesa alta. La sua bravura nel gioco aereo gli consentiva inoltre di essere pericoloso anche in fase realizzativa.
Si distingueva anche per la sua capacità di emergere nei momenti di pressione e di difficoltà durante le partite, oltre che per le abilità nei passaggi, anche se spesso favoriva eseguire passaggi più semplici, pur essendo capace di effettuare lanci lunghi per i compagni; affinò queste doti col passare del tempo, quando inizialmente era ritenuto carente in fase di impostazione e dal punto di vista tecnico. Pur essendo un destro naturale, era capace di giocare con entrambi i piedi. Alle doti tecniche e fisiche univa una riconosciuta capacità di leadership che aveva mostrato sin dagli inizi della carriera.
Le sue doti calcistiche lo hanno reso un'ispirazione calcistica per difensori più giovani.

## Carriera

### Giocatore

#### Club

##### Chelsea

###### La formazione e il prestito al Nottingham Forest
Terry mosse i primi passi da calciatore nel settore giovanile del West Ham Utd, formazione per la quale tifava oltretutto suo padre Ted, ricoprendo il ruolo di centrocampista centrale. A 14 anni, però, venne ingaggiato dal Chelsea, squadra che, dopo averlo testato come difensore centrale in una partita delle riserve, lo reimpostò stabilmente in quel ruolo per via della fitta concorrenza a centrocampo, ragione per cui rischiò di venire scartato dai Blues.
Dopo aver firmato il suo primo contratto da professionista coi Blues a 17 anni, Terry fece il suo debutto ufficiale con il club londinese in Football League Cup il 28 ottobre 1998 contro l'Aston Villa, con l'italiano Gianluca Vialli in panchina; la partita terminò con una vittoria per 4-1 per i Blues. Conseguì la prima presenza da titolare durante la medesima stagione in un incontro di FA Cup del 2 gennaio 1999 contro l'Oldham Athletic (terminato 2-0 per i londinesi). Durante la sua prima annata, collezionò 9 presenze totali, esordendo pure in Premier League il 26 dicembre col Southampton e in Coppa delle Coppe il 18 marzo col Vålerenga.
Con l'arrivo di Claudio Ranieri sulla panchina del Chelsea, nella stagione successiva giocò ancora 9 partite, per poi essere prestato al Nottingham Forest da gennaio a maggio 2000, per poi fare nuovamente ritorno nel club di Londra. Con la maglia dei Forest disputò in tutto 6 incontri, tutti in Football League Championship, ma ciò non gli impedì comunque di mostrare già le sue doti da leader.

###### La promozione a titolare
Tornato tra le file dei Blues, Ranieri lo giudicò pronto ad essere un membro fisso della prima squadra, al fianco del capitano Marcel Desailly. Egli giocò un buonissimo girone d'andata, come testimoniato anche dal crescente affetto dei suoi tifosi per lui, i quali lo votarono per la prima volta miglior giocatore del club a fine anno. Durante tutta la stagione 2000-2001, disputò 26 incontri, segnando anche il suo primo gol da professionista su assist di Gianfranco Zola il 13 gennaio 2001 in un derby contro l'Arsenal terminato poi 1-1.
Nel 2001-2002, promosso ormai titolare, fece in tutto 49 presenze, segnando quattro reti. Il 5 dicembre 2001, poi, giocò contro il Charlton Athletic la sua prima partita da capitano, per l'assenza del francese Desailly. Da quel momento in avanti, per le stagioni 2002-2003 e 2003-2004 divenne stabilmente il vice-capitano della formazione londinese. Nel 2002 il Chelsea riuscì a raggiungere la finale di FA Cup, ma l'Arsenal si impose 2-0: Terry, sfortunatamente, poté entrare soltanto nel secondo tempo di quella partita, poiché in condizioni non ottimali a causa di un virus.

###### Le vittorie e la fascia con Mourinho
Durante le due annate successive alla sconfitta con l'Arsenal, oltre a essere stato vice-capitano, Terry apparve in campo nella prima 29 volte (con sei gol), e nella seconda 51 volte (con tre marcature), e il Chelsea, appena acquistato dal magnate russo Roman Abramovič, conseguì un secondo posto in Premier League e una semifinale di UEFA Champions League, poi persa col Monaco. Insoddisfatto di questi risultati, a fine stagione Abramovič esonerò Ranieri, rimpiazzandolo col portoghese José Mourinho, vincitore oltretutto dell'ultima edizione della prestigiosa competizione europea col Porto.

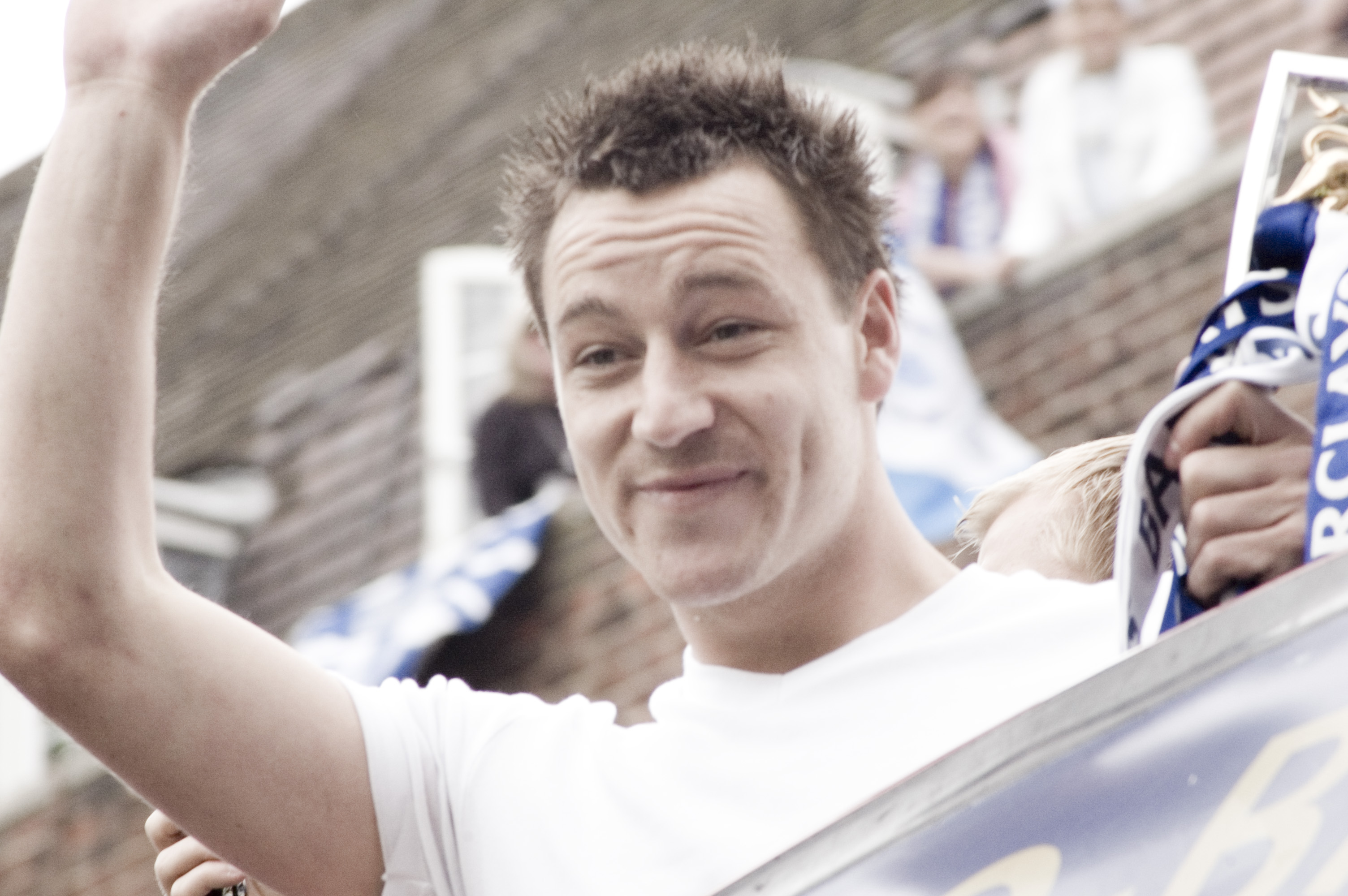
John Terry durante la parata per la vittoria della FA Premier League 2005-2006.

Con la partenza di Desailly, dall'annata 2004-2005 diventò il capitano stabile della formazione londinese (suo vice divenne l'amico Frank Lampard). Durante quell'annata i Blues vinsero la Football League Cup e il loro secondo campionato (a 50 anni esatti dal primo), con il record di punti in classifica, di reti inviolate e del minor numero di gol subiti in una sola stagione. Terry, con 53 presenze e otto reti, vinse per la seconda volta il premio come miglior giocatore del suo club, oltre a quello di miglior difensore della Champions League.
Nel 2005-2006, poi, i Blues vinsero il FA Community Shield e di nuovo la Premier League, e Terry, riconfermato il migliore della squadra dai suoi tifosi, concluse la stagione con 50 apparizioni e sette gol, rendendosi tuttavia protagonista in negativo in Champions League: negli ottavi di finale, contro il Barcellona, all'andata i catalani ebbero la meglio per 1-2 a Stamford Bridge, con Terry che siglò l'autorete dell'1-1, mentre al ritorno i londinesi pareggiarono 1-1 al Camp Nou e vennero eliminati.

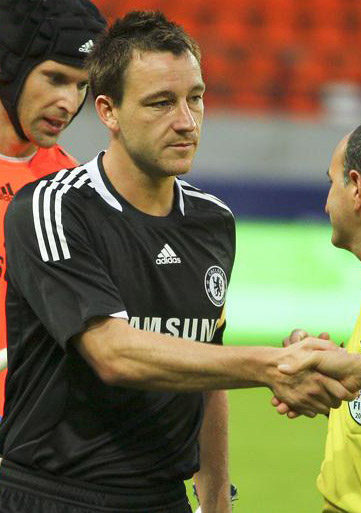
Terry prima di una partita nel 2008

La stagione successiva vide Terry protagonista di molti episodi singolari: il 14 ottobre 2006, in una partita contro il Reading, si propose di ricoprire il ruolo di portiere dopo gli infortuni di Peter Cech e Carlo Cudicini, indossando la maglietta col numero 40 appartenente ad Henrique Hilário, terzo portiere non convocato in quell'occasione. Il 26 dicembre dello stesso anno, sempre contro il Reading il giocatore fu costretto ad uscire dal campo per un problema alla zona lombare della schiena: operato due giorni dopo, poté tornare in campo solo il 3 febbraio 2007. Durante la finale di Carling Cup contro l'Arsenal Terry subì un forte colpo in faccia da Abou Diaby, rimanendo tramortito a terra, per poi essere portato fuori dal campo in barella e immediatamente condotto in ospedale per accertamenti. Tuttavia non fu riscontrato nessun grave danno, anche se inizialmente si temeva il peggio: Terry dichiarò di non ricordare quanto accaduto per via del trauma. Anche senza il suo capitano il Chelsea vinse quella partita e Lampard dedicò la vittoria proprio all'amico in ospedale, il quale ebbe modo di ringraziarlo quando raggiunse la squadra per i festeggiamenti. Anche a causa degli infortuni, Terry disputò solamente 45 incontri, segnando una sola volta (alla seconda giornata nel 3-0 contro il Manchester City), ma vincendo comunque Football League Cup e FA Cup. A fine stagione prolungò il proprio contratto con i Blues, divenendo anche il giocatore più pagato fino a quel momento della Premier League, con 135.000 sterline a settimana.

###### Il periodo buio con Grant e Scolari, poi Hiddink
La stagione 2007-2008 fu una delle più sfortunate per John Terry e per tutto il Chelsea: innanzitutto, dopo una serie di risultati negativi nelle partite iniziali e alcuni screzi con la proprietà, José Mourinho rassegnò le proprie dimissioni, lasciando la squadra nelle mani dell'israeliano Avraham Grant, già dirigente. Il 16 dicembre, poi, in un derby con l'Arsenal Terry rimediò un pestone da Emmanuel Eboué, rompendosi tre ossa del piede. Inizialmente i medici ipotizzarono che sarebbero stati necessari tre mesi per il recupero, ma il giocatore riuscì a tornare in campo in tempo per guidare la propria squadra nella finale di Carling Cup, persa per 2-1 col Tottenham. Più tardi, nell'ultima partita di campionato col Bolton (11 maggio 2008), si scontrò con Petr Cech, subendo un leggero infortunio, che comunque non gli pregiudicò la partecipazione alla prima finale di Champions League del suo club, contro i rivali del Manchester United. L'incontro, terminato 1-1 dopo i supplementari, si concluse ai tiri di rigore, e Terry sbagliò l'ultimo di essi, quello che gli avrebbe consegnato il prestigioso titolo dopo l'errore dell'avversario Cristiano Ronaldo. Decisivo fu poi lo sbaglio del compagno Nicolas Anelka, che consegnò la coppa nelle mani dei Red Devils. Dopo la finale, Terry fu difeso dai compagni e venne da loro definito Mister Chelsea, per il carattere e la bravura con cui aveva sempre guidato la sua squadra, oltre ad avere rivinto il premio di miglior difensore della Champions League. Il giocatore concluse così la stagione 37 presenze e una rete (siglata nel decisivo 1-0 contro il Sunderland), segnata dall'arrivo al secondo posto in campionato, Champions League e Carling Cup.

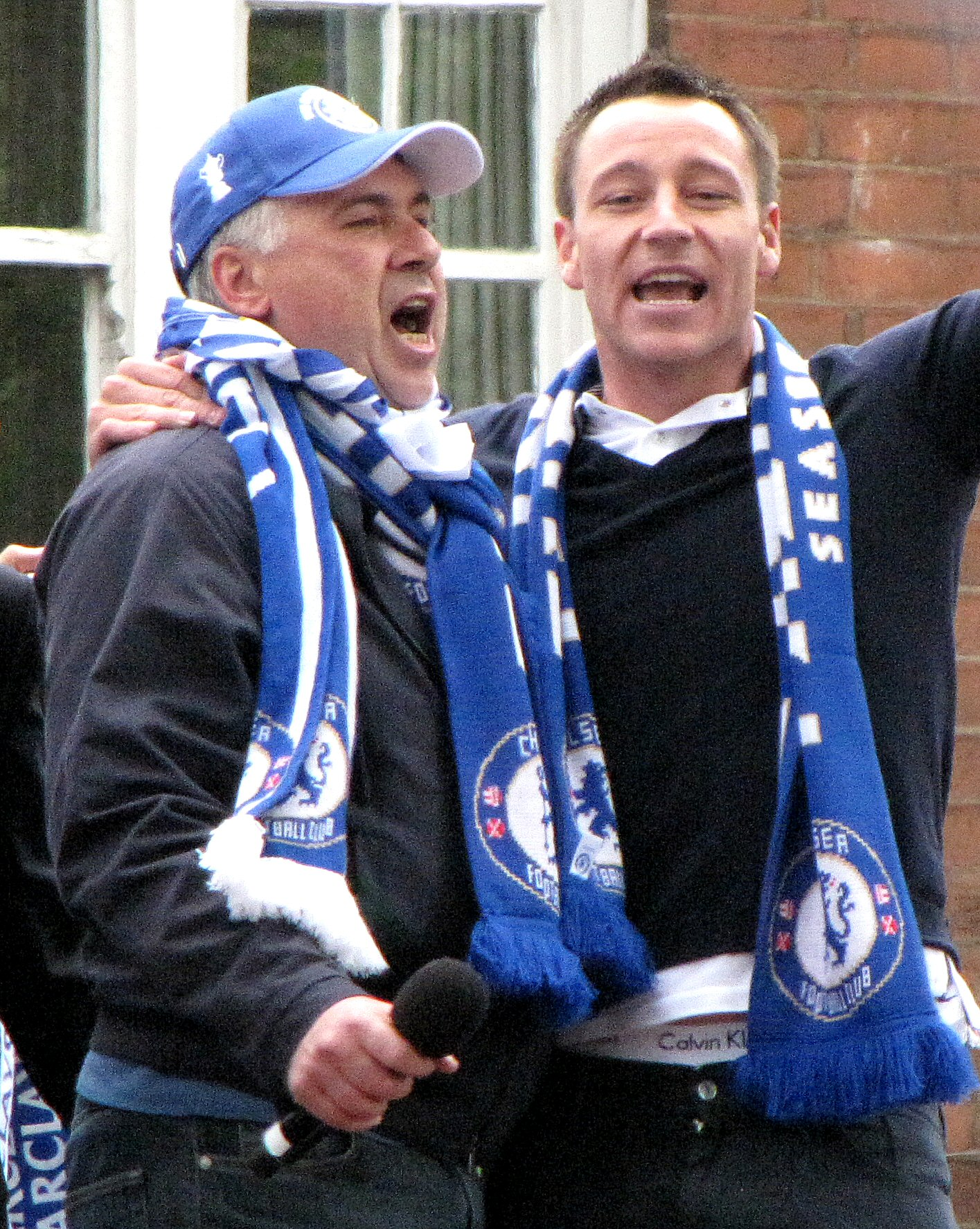
John Terry e Carlo Ancelotti durante la parata per la vittoria della Premier League 2009-2010.

L'anno successivo Grant non fu confermato, e al suo posto arrivò il brasiliano Luiz Felipe Scolari. Con lui il Chelsea partì bene, ma verso metà della stagione arrivarono parecchi risultati negativi, propiziati anche da una carente preparazione atletica, che permetteva alle squadre avversarie di segnare parecchi gol ai Blues specialmente nei minuti conclusivi di ogni incontro. Nel febbraio 2009 Scolari venne esonerato, e al suo posto giunse Guus Hiddink, olandese già CT della Russia. Grazie ai suoi metodi, il Chelsea vinse la FA Cup (primo trofeo nell'era post-Mourinho), e venne eliminato dalla Champions League in semifinale dal Barcellona, squadra vincitrice del torneo, con molti dubbi sull'arbitraggio, espressi anche dallo stesso Terry, che comunque si presentò negli spogliatoi dei catalani per complimentarsi con Josep Guardiola e i suoi. Il capitano dei Blues concluse l'annata con 51 presenze e tre marcature, vincendo per la terza volta il premio di migliore difensore della Champions.

###### I nuovi trofei con Ancelotti

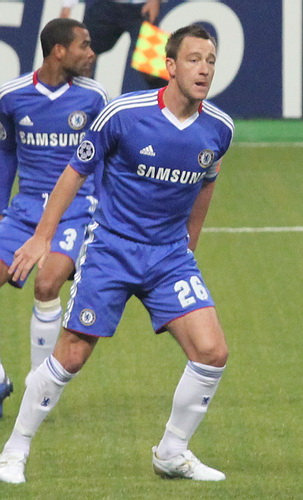
Terry con la maglia del Chelsea nel 2010.

Nella stagione 2009-2010, con Carlo Ancelotti in panchina, Terry conquistò per la prima volta nella storia del suo club il cosiddetto double campionato-coppa nazionale, da aggiungere al Community Shield vinto ad inizio stagione ai danni del Manchester United. L'annata, però, non era partita bene, con due scandali che lo colpirono: il primo fu causato da suo padre, Ted, scoperto mentre vendeva cocaina a dei cittadini londinesi; il secondo lo coinvolse in prima persona, poiché i tabloid britannici vennero a conoscenza di una sua relazione con la modella francese Vanessa Perroncel, ex fidanzata del suo amico ed ex compagno di squadra Wayne Bridge, che rischiò di porre fine al suo matrimonio. Ad ogni modo, dopo qualche partita giocata sotto i suoi standard, Terry riuscì a riprendersi, salvando il matrimonio e disputando 52 partite (con tre gol, di cui in Premier nell'1-0 contro il Manchester United), contribuendo così alla vittoria della Premier da parte dei Blues.
L'anno seguente disputò 50 partite segnando quattro reti (tre in campionato e uno in Champions), saltando alcune partite a causa di un infortunio al nervo sciatico.

###### La Champions League con Di Matteo e l'anno con Benítez
La stagione 2011-2012 fu molto travagliata per il Chelsea che esonera il sostituto di Ancelotti André Villas-Boas (che tentò di accantonare i senatori dei Blues, tra cui Terry) rimpiazzandolo con Roberto Di Matteo. Il Chelsea arrivò solo sesto in campionato ma vinse la sua prima Champions League contro il Bayern Monaco ai rigori, dopo l'1-1 maturato durante la partita; Terry, però, non poté disputare la gara a causa dell'espulsione che rimediò nella semifinale di ritorno contro il Barcellona, ma festeggiò comunque la vittoria in campo e sollevò il trofeo insieme a Frank Lampard, cosa che provocò qualche critica. Prima della Champions Terry vinse la sua quarta FA Cup (tutte da capitano) battendo 2-1 il Liverpool. In stagione segnò sette reti in 44 partite, di cui 6 in Premier League (record nella sua carriera) e una in Champions League, nel ritorno degli ottavi contro il Napoli (4-1), che consentì ai londinesi di rimontare la sconfitta per 3-1 del San Paolo. Tra l'altro si distinse per le sue doti da passatore in quanto era (dietro a Xavi e Leon Britton) il terzo calciatore con la percentuale più alta di passaggi portati a termine.
L'anno successivo invece fu più complicato per lui: a novembre fu vittima di un infortunio al ginocchio ed ebbe un cattivo rapporto con nuovo tecnico Rafael Benítez, arrivato a seguito dell'esonero di Di Matteo, finendo in più occasioni relegato in tribuna. Il Chelsea a fine anno vinse l'Europa League, sconfiggendo 2-1 il Benfica: Terry non giocò neppure questa finale europea, in quanto vittima di un nuovo infortunio.

###### Le Premier con Mourinho e Conte, l'addio

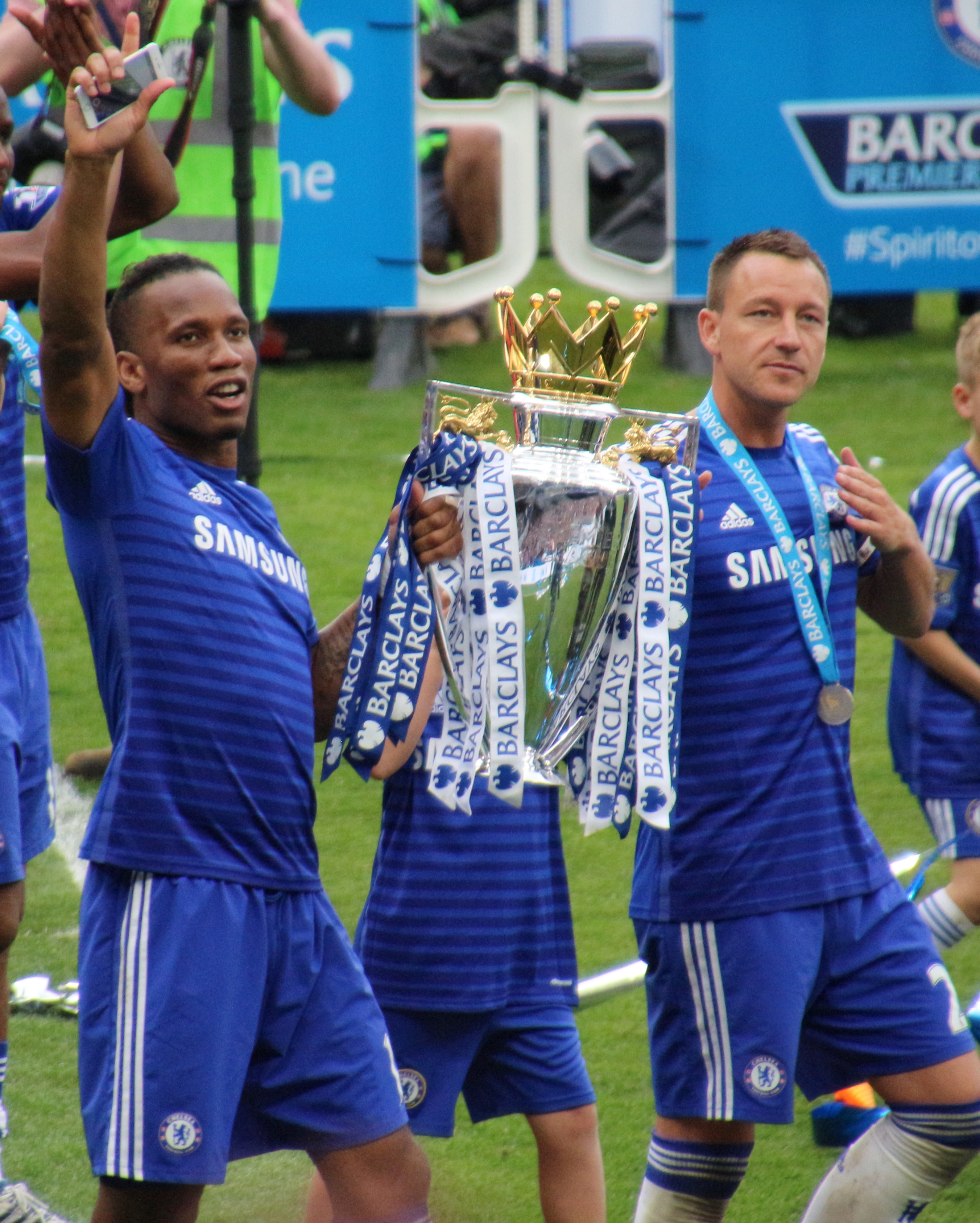
Terry con Didier Drogba insieme alla Premier League vinta nel 2014-2015

La stagione 2013-2014 si aprì per i Blues con il ritorno in panchina di Mourinho, che (oltre ad averlo confermato come capitano) lo rimise nella difesa titolare dei londinesi al fianco di Gary Cahill; sotto la guida del portoghese Terry disputò un'ottima annata riscattando così le 2 stagioni precedenti, tanto che l'ex allenatore dell'Inter lo esaltò definendolo il migliore difensore della Premier League. Terminò l'annata con 47 presenze e due reti (entrambe in Premier), con il club che arrivò terzo in campionato e in semifinale in Champions League, venendo eliminato dall'Atlético Madrid (con Terry che giocò il ritorno nonostante fosse in dubbio).
Nella stagione 2014-2015 il Chelsea tornò campione d'Inghilterra sotto la guida di José Mourinho e Terry giocò ancora ad alti livelli arrivando a vincere la sua quarta Premier League, sollevando il trofeo, giocando tutte e 38 le partite della squadra oltre che tutti i minuti nonostante i 35 anni d'età. Il 18 ottobre 2014 giocò con la fascia di capitano dei Blues per la 500ª volta nel successo contro il Crystal Palace, mentre il 10 maggio diventò il difensore più prolifico nella storia della Premier League arrivando a quota 39 reti superando David Unsworth in occasione dell'1-1 contro il Liverpool. Nella medesima stagione vince pure la Coppa di Lega, andando a segno nella finale vinta 2-0 contro il Tottenham. Terminò la stagione realizzando otto reti (di cui 5 in campionato) in 49 presenze.
L'anno successivo, a causa di un difficile inizio di campionato, l'allenatore portoghese venne esonerato e rimpiazzato da Guus Hiddink; Terry giocò meno gare (24 partite in campionato, 33 tra tutte le competizioni), rimpiazzato dal giovane Kurt Zouma, e la squadra arrivò a metà classifica: Terry disputò una stagione non buona, mostrandosi in calo, ricevendo (dopo 5 anni) un'espulsione in Premier nel successo per 3-2 contro il West Bromwich. In più il 15 gennaio 2016 si rese protagonista due volte contro l'Everton: al 50' la squadra andò sotto per via di una sua autorete, ma al 98' pareggiò segnando il definitivo 3-3. Il 19 marzo 2016 raggiunse quota 700 presenze con il Chelsea in occasione del 2-2 contro il West Ham Utd. Concluse negativamente l'annata il 7 maggio 2016, rendendosi protagonista di un'altra espulsione nel recupero della sfida persa per 3-2 contro il Sunderland con un brutto intervento su Wahbi Khazri.
Nonostante nel febbraio 2016 avesse dichiarato di volere lasciare il club a fine stagione, arrivati a tal momento il neo allenatore dei londinesi Antonio Conte lo convinse a rimanere per un'altra stagione.
Tuttavia in autunno l'allenatore leccese mise Terry ai margini, anche per via di un infortunio subito il 12 settembre 2016 contro lo Swansea City. Il 17 aprile 2017, dopo avere giocato poco durante la stagione, annunciò che a fine stagione avrebbe lasciato il Chelsea. Il 15 maggio 2017 segnò la sua ultima rete con i Blues, siglando il provvisorio 1-0 al 22' nel 4-3 contro il Watford. Sei giorni più tardi disputò la sua ultima gara con i londinesi nel 5-1 contro il Sunderland, venendo rimpiazzato al 28' da Gary Cahill (la sostituzione avrebbe dovuto avvenire al 26' in quanto il 26 è il numero che indossò ai Blues) uscendo tra gli applausi. Concluse la sua lunga esperienza al Chelsea con il quinto e ultimo scudetto messo in bacheca.

##### Aston Villa e ritiro

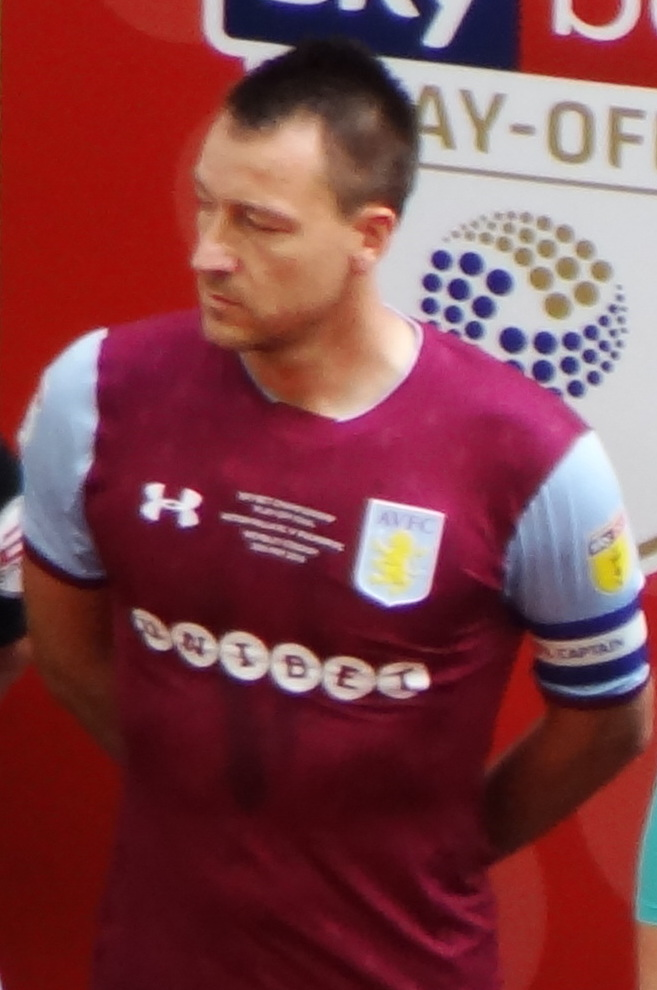
Terry all' nel 2018.

Il 3 luglio 2017, dopo aver dedicato ventidue anni della sua carriera al Chelsea (717 presenze e 67 gol in tutto), firmò un contratto annuale con l'Aston Villa. Il difensore scelse di indossare la maglia n° 26, come nella sua ex squadra, di cui diventò subito capitano oltre che titolare della difesa dei Villains che puntavano alla promozione in Premier.
A seguito della finale play-off persa contro il Fulham annunciò il suo addio dal club a fine anno. Nella sua ultima stagione disputò 36 partite (32 in Championship, 3 nei play-off e 1 in FA Cup), segnando una rete il 21 ottobre 2017 nel successo per 2-1 contro il Fulham.
Scaduto il contratto, si svincolò il 1º luglio 2018. Dopo avere svolto le visite mediche nel settembre 2018 con lo Spartak Mosca, rifiutò l’offerta presentata dal club russo (inizialmente si credeva che ci fosse il Chelsea dietro a questa sua scelta), per poi annunciare il 7 ottobre seguente il suo ritiro dal calcio giocato.
Con i club ha messo insieme 759 presenze e 68 gol con 17 trofei vinti.

#### Nazionale

##### Nazionali giovanili
Tra il 2000 e il 2001 giocò 9 partite con la selezione Under-21 inglese mettendo a segno una rete in occasione del 4-0 contro la Finlandia il 23 marzo 2001. Nonostante fosse stato impiegato in più occasioni nelle qualificazioni per l'europeo di categoria del 2002, non venne incluso nella lista finale dei convocati.

##### Nazionale maggiore

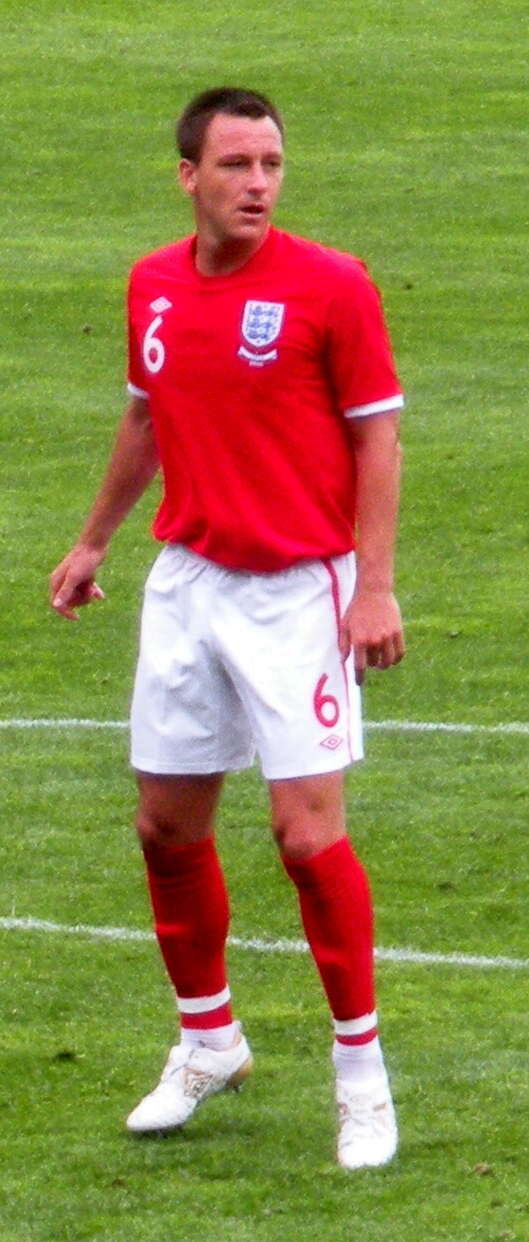
Terry durante un'amichevole del 2010 tra e.

###### Gli anni con Eriksson e McClaren
All'inizio dell'agosto 2002 Terry fu protagonista di una rissa con una buttafuori di un night club: questo episodio fece ritardare il suo approdo in nazionale.
Terry fece il suo debutto ufficiale nella Nazionale inglese nel 2003, in occasione di un'amichevole disputata contro la Serbia e Montenegro, rilevando al 46' Steven Gerrard. Il CT Sven-Göran Eriksson lo scelse presto come titolare inamovibile al fianco di Sol Campbell, formando la coppia difensiva che avrebbe rappresentato l'Inghilterra in occasione degli Europei del 2004. Durante la manifestazione gli inglesi arrivarono sino ai quarti, con Terry (che saltò solo la gara contro la Francia per infortunio, venendo sostituito da Jamie Carragher) che complessivamente deluse.
Il 12 ottobre 2005, in occasione di una partita contro la Polonia (valida per le qualificazioni ai Mondiali 2006), indossò per la prima volta la fascia da capitano della sua selezione a seguito dell'uscita dal campo di Michael Owen. Il 30 maggio 2006, prima dei Mondiali, segnò il suo primo gol con la maglia dei Tre Leoni nel successo per 3-1 ai danni dell'Ungheria. Dopo la fallimentare spedizione inglese in Germania, Terry fu l'unico della sua squadra a far parte della formazione-tipo del torneo, rendendosi oltretutto protagonista di un salvataggio sulla linea nella sfida ai gironi contro Trinidad e Tobago (vinta 2-0) quando il punteggio era in parità.
Il 10 agosto 2006, il CT Steve McClaren lo nominò stabilmente capitano, con vice David Beckham. Sotto la gestione McClaren segnò due reti, entrambe in amichevole: la prima al debutto del neo CT nel 4-0 contro la Grecia (in cui per la prima volta indossò la fascia da capitano della selezione inglese dal primo minuto), la seconda ancora nell'1-1 contro il Brasile; il goal contro i verdeoro fu il primo segnato nel nuovo stadio di Wembley da un calciatore della nazionale inglese. Nonostante l'impegno suo e dei compagni, l'Inghilterra non riuscì a qualificarsi agli Europei del 2008 dopo avere perso in casa per 2-3 contro la Croazia (partita in cui Terry non giocò).

###### Gli anni con Capello
Dopo la mancata qualificazione a Euro 2008, McClaren fu sostituito dall'italiano Fabio Capello, che decise di mantenere il difensore del Chelsea capitano, affiancandogli nel ruolo di vice Rio Ferdinand e di terzo capitano Steven Gerrard.
Anche sotto la guida del c.t. italiano Terry si mostrò ancora bravo sotto porta: andò a segno in due amichevoli vinte contro gli Stati Uniti (2-0) e la Germania (2-1), oltre che nella sfida di qualificazione ai Mondiali 2010 vinta 2-1 contro l'Ucraina in cui segnò il goal del risultato finale con cui i Tre Leoni si riportarono avanti dopo avere subito l'1-1 su punizione dell'ex compagno al Chelsea Andrij Ševčenko.
Nel febbraio 2010, pochi mesi prima dei Mondiali in Sudafrica, Capello tolse la fascia a Terry a causa di una mobilitazione del popolo inglese a seguito delle accuse di adulterio nei suoi confronti. Come spiegato dallo stesso CT in un incontro di 12 minuti il 5 febbraio 2010, questa decisione fu presa soltanto nell'interesse della squadra. Capello dichiarò poi che, sotto la sua guida, Terry non sarebbe più stato capitano della Nazionale. Nonostante queste misure per la salvaguardia della squadra, Terry giocò tutte le quattro gare disputate dell'Inghilterra (segnalandosi in particolare nella sfida contro la Slovenia ai gironi, dove fornì un'ottima prestazione aiutando gli inglesi a passare il turno) che venne comunque eliminata agli ottavi di finale dei Mondiali dalla Germania.

###### Post-Mondiale, Euro 2012 e il ritiro

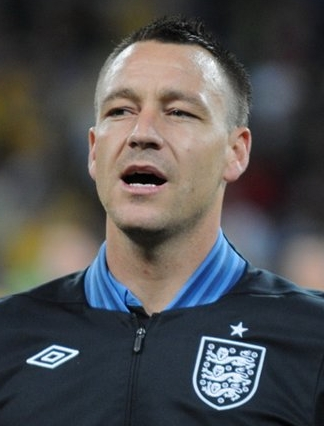
Terry agli Europei 2012

Terry giocò con la selezione nazionale anche nelle qualificazioni agli Europei 2012, dove tornò a indossare la fascia da capitano. Tuttavia, per via delle accuse di razzismo a suo carico da parte di Anton Ferdinand, la federazione inglese decise di revocargli nuovamente il ruolo di capitano: Capello si oppose alla scelta e in febbraio rassegnò le proprie dimissioni a causa delle polemiche sulla questione,, alimentate da una frase pronunciata dall'allenatore friulano nel corso della trasmissione italiana 5 minuti di recupero e che venne tradotta erroneamente in <<Terry continua a essere il mio capitano>> in Inghilterra. A Euro 2012 la squadra si presentò con il nuovo allenatore Roy Hodgson e Terry venne convocato a scapito di Rio Ferdinand (celebre fratello di Anton). Nel torneo disputò da titolare tutte e quattro le gare della squadra; nel girone di qualificazione gli inglesi pareggiarono la prima gara contro la Francia (1-1), battendo successivamente la Svezia (3-2) e l'Ucraina (1-0 con Terry che salvò un goal ma con la palla già entrata ma né gli assistenti arbitrali né l'arbitro convalidò il goal). Superato il girone al primo posto con 7 punti, la squadra britannica fu eliminata ai quarti di finale dopo i tiri di rigore dall'Italia, futura finalista del torneo. Il 23 settembre 2012, sedici giorni dopo avere disputato la sua 78ª partita con l'Inghilterra nel successo esterno per 0-5 contro la Moldavia, Terry lasciò ufficialmente il calcio internazionale a causa delle accuse di razzismo che lo avevano infangato. Queste furono le sue parole:
Viste le sue ottime prestazioni al Chelsea durante la stagione 2013-2014, si vociferò riguardo a una sua convocazione ai Mondiali in Brasile; queste voci vennero messe a tacere da Roy Hodgson che in febbraio disse pubblicamente che Terry non sarebbe stato convocato. Questa scelta del CT venne criticata sia prima che dopo la competizione (in cui i britannici uscirono al primo turno con 1 punto) dai media.
Nel 2016 invece rifiutò una chiamata della nazionale in vista di Euro 2016.

### Dopo il ritiro
Il 10 ottobre 2018, tre giorni dopo aver annunciato il ritiro dal calcio giocato, è entrato nello staff tecnico dell’Aston Villa come vice di Dean Smith. Tra l'altro nel febbraio 2018 aveva fatto capire che sarebbe diventato allenatore al termine della carriera calcistica in quanto annunciò di volere allenare il Chelsea in futuro. A fine stagione, con la squadra promossa in Premier, Terry ha prolungato il proprio contratto fino al 2021. Al termine del contratto non prolunga il proprio rapporto con il club di Birmingham.
In occasione del Mondiale del 2022 è uno degli opinionisti di beIN Sports.
Il 10 aprile 2023 segue Dean Smith al Leicester City.
In estate torna al Chelsea come collaboratore dell’Accademy.

## Statistiche

### Presenze e reti nei club
| Stagione        | Squadra           | Campionato      | Campionato | Campionato | Coppe nazionali | Coppe nazionali | Coppe nazionali | Coppe continentali | Coppe continentali | Coppe continentali | Altre coppe | Altre coppe | Altre coppe | Totale | Totale |
| Stagione        | Squadra           | Comp            | Pres       | Reti       | Comp            | Pres            | Reti            | Comp               | Pres               | Reti               | Comp        | Pres        | Reti        | Pres   | Reti   |
| --------------- | ----------------- | --------------- | ---------- | ---------- | --------------- | --------------- | --------------- | ------------------ | ------------------ | ------------------ | ----------- | ----------- | ----------- | ------ | ------ |
| 1998-1999       | Chelsea           | PL              | 2          | 0          | FACup+CdL       | 3+1             | 0+0             | CdC                | 1                  | 0                  | SU          | 0           | 0           | 7      | 0      |
| 1999-gen. 2000  | Chelsea           | PL              | 4          | 0          | FACup+CdL       | 4+1             | 1+0             | UCL                | 0                  | 0                  | -           | -           | -           | 9      | 1      |
| gen.-giu. 2000  | Nottingham Forest | FD              | 6          | 0          | FACup+CdL       | 0+0             | 0+0             | -                  | -                  | -                  | -           | -           | -           | 6      | 0      |
| 2000-2001       | Chelsea           | PL              | 22         | 1          | FACup+CdL       | 3+1             | 0+0             | CU                 | 0                  | 0                  | CS          | 0           | 0           | 26     | 1      |
| 2001-2002       | Chelsea           | PL              | 33         | 1          | FACup+CdL       | 5+5             | 2+0             | CU                 | 4                  | 1                  | -           | -           | -           | 47     | 4      |
| 2002-2003       | Chelsea           | PL              | 20         | 3          | FACup+CdL       | 5+3             | 2+0             | CU                 | 1                  | 1                  | -           | -           | -           | 29     | 6      |
| 2003-2004       | Chelsea           | PL              | 33         | 2          | FACup+CdL       | 3+2             | 1+0             | UCL                | 13                 | 0                  | -           | -           | -           | 51     | 3      |
| 2004-2005       | Chelsea           | PL              | 36         | 3          | FACup+CdL       | 1+5             | 1+0             | UCL                | 11                 | 4                  | -           | -           | -           | 53     | 8      |
| 2005-2006       | Chelsea           | PL              | 36         | 4          | FACup+CdL       | 4+1             | 2+1             | UCL                | 8                  | 0                  | CS          | 1           | 0           | 50     | 7      |
| 2006-2007       | Chelsea           | PL              | 28         | 1          | FACup+CdL       | 4+2             | 0+0             | UCL                | 10                 | 0                  | CS          | 1           | 0           | 45     | 1      |
| 2007-2008       | Chelsea           | PL              | 23         | 1          | FACup+CdL       | 2+2             | 0+0             | UCL                | 10                 | 0                  | CS          | 0           | 0           | 37     | 1      |
| 2008-2009       | Chelsea           | PL              | 35         | 1          | FACup+CdL       | 4+1             | 0+0             | UCL                | 11                 | 2                  | -           | -           | -           | 51     | 3      |
| 2009-2010       | Chelsea           | PL              | 37         | 2          | FACup+CdL       | 5+1             | 1+0             | UCL                | 8                  | 0                  | CS          | 1           | 0           | 52     | 3      |
| 2010-2011       | Chelsea           | PL              | 33         | 3          | FACup+CdL       | 3+1             | 0+0             | UCL                | 8                  | 1                  | CS          | 1           | 0           | 46     | 4      |
| 2011-2012       | Chelsea           | PL              | 31         | 6          | FACup+CdL       | 4+1             | 0+0             | UCL                | 8                  | 1                  | -           | -           | -           | 44     | 7      |
| 2012-2013       | Chelsea           | PL              | 14         | 4          | FACup+CdL       | 3+1             | 1+0             | UCL+UEL            | 2+6                | 0+1                | CS+SU+Cmc   | 1+0+0       | 0           | 27     | 6      |
| 2013-2014       | Chelsea           | PL              | 34         | 2          | FACup+CdL       | 0+1             | 0+0             | UCL                | 11                 | 0                  | SU          | 1           | 0           | 47     | 2      |
| 2014-2015       | Chelsea           | PL              | 38         | 5          | FACup+CdL       | 0+4             | 0+1             | UCL                | 7                  | 2                  | -           | -           | -           | 49     | 8      |
| 2015-2016       | Chelsea           | PL              | 24         | 1          | FACup+CdL       | 2+2             | 0+0             | UCL                | 4                  | 0                  | CS          | 1           | 0           | 33     | 1      |
| 2016-2017       | Chelsea           | PL              | 9          | 1          | FACup+CdL       | 3+2             | 0+0             | -                  | -                  | -                  | -           | -           | -           | 14     | 1      |
| Totale Chelsea  | Totale Chelsea    | Totale Chelsea  | 492        | 41         |                 | 95              | 13              |                    | 123                | 13                 |             | 7           | 0           | 717    | 67     |
| 2017-2018       | Aston Villa       | FLC             | 32+3       | 1+0        | FACup+CdL       | 1+0             | 0+0             | -                  | -                  | -                  | -           | -           | -           | 36     | 1      |
| Totale carriera | Totale carriera   | Totale carriera | 530+3      | 42+0       |                 | 96              | 13              |                    | 123                | 13                 |             | 7           | 0           | 759    | 68     |

### Presenze e reti in nazionale
| Cronologia completa delle presenze e delle reti in nazionale ― Inghilterra | Cronologia completa delle presenze e delle reti in nazionale ― Inghilterra | Cronologia completa delle presenze e delle reti in nazionale ― Inghilterra | Cronologia completa delle presenze e delle reti in nazionale ― Inghilterra | Cronologia completa delle presenze e delle reti in nazionale ― Inghilterra | Cronologia completa delle presenze e delle reti in nazionale ― Inghilterra | Cronologia completa delle presenze e delle reti in nazionale ― Inghilterra | Cronologia completa delle presenze e delle reti in nazionale ― Inghilterra |
| Data                                                                       | Città                                                                      | In casa                                                                    | Risultato                                                                  | Ospiti                                                                     | Competizione                                                               | Reti                                                                       | Note                                                                       |
| -------------------------------------------------------------------------- | -------------------------------------------------------------------------- | -------------------------------------------------------------------------- | -------------------------------------------------------------------------- | -------------------------------------------------------------------------- | -------------------------------------------------------------------------- | -------------------------------------------------------------------------- | -------------------------------------------------------------------------- |
| 3-6-2003                                                                   | Leicester                                                                  | Inghilterra                                                                | 2 – 1                                                                      | Serbia e Montenegro                                                        | Amichevole                                                                 | -                                                                          | 46’                                                                        |
| 20-8-2003                                                                  | Ipswich                                                                    | Inghilterra                                                                | 3 – 1                                                                      | Croazia                                                                    | Amichevole                                                                 | -                                                                          |                                                                            |
| 6-9-2003                                                                   | Skopje                                                                     | Macedonia                                                                  | 1 – 2                                                                      | Inghilterra                                                                | Qual. Euro 2004                                                            | -                                                                          |                                                                            |
| 10-9-2003                                                                  | Manchester                                                                 | Inghilterra                                                                | 2 – 0                                                                      | Liechtenstein                                                              | Qual. Euro 2004                                                            | -                                                                          |                                                                            |
| 11-10-2003                                                                 | Istanbul                                                                   | Turchia                                                                    | 0 – 0                                                                      | Inghilterra                                                                | Qual. Euro 2004                                                            | -                                                                          |                                                                            |
| 16-11-2003                                                                 | Manchester                                                                 | Inghilterra                                                                | 2 – 3                                                                      | Danimarca                                                                  | Amichevole                                                                 | -                                                                          |                                                                            |
| 31-3-2004                                                                  | Göteborg                                                                   | Svezia                                                                     | 1 – 0                                                                      | Inghilterra                                                                | Amichevole                                                                 | -                                                                          | 46’                                                                        |
| 1-6-2004                                                                   | Manchester                                                                 | Inghilterra                                                                | 1 – 1                                                                      | Giappone                                                                   | Amichevole                                                                 | -                                                                          | 88’                                                                        |
| 17-6-2004                                                                  | Coimbra                                                                    | Inghilterra                                                                | 3 – 0                                                                      | Svizzera                                                                   | Euro 2004 - 1º turno                                                       | -                                                                          |                                                                            |
| 21-6-2004                                                                  | Lisbona                                                                    | Croazia                                                                    | 2 – 4                                                                      | Inghilterra                                                                | Euro 2004 - 1º turno                                                       | -                                                                          |                                                                            |
| 24-6-2004                                                                  | Lisbona                                                                    | Portogallo                                                                 | 2 – 2 dts (6 – 5 dtr)                                                      | Inghilterra                                                                | Euro 2004 - Quarti di finale                                               | -                                                                          |                                                                            |
| 18-8-2004                                                                  | Newcastle                                                                  | Inghilterra                                                                | 3 – 0                                                                      | Ucraina                                                                    | Amichevole                                                                 | -                                                                          |                                                                            |
| 4-9-2004                                                                   | Vienna                                                                     | Austria                                                                    | 2 – 2                                                                      | Inghilterra                                                                | Qual. Mondiali 2006                                                        | -                                                                          |                                                                            |
| 8-9-2004                                                                   | Chorzów                                                                    | Polonia                                                                    | 1 – 2                                                                      | Inghilterra                                                                | Qual. Mondiali 2006                                                        | -                                                                          |                                                                            |
| 17-11-2004                                                                 | Madrid                                                                     | Spagna                                                                     | 1 – 0                                                                      | Inghilterra                                                                | Amichevole                                                                 | -                                                                          | 65’                                                                        |
| 26-3-2005                                                                  | Manchester                                                                 | Inghilterra                                                                | 4 – 0                                                                      | Irlanda del Nord                                                           | Qual. Mondiali 2006                                                        | -                                                                          |                                                                            |
| 30-3-2005                                                                  | Newcastle                                                                  | Inghilterra                                                                | 2 – 0                                                                      | Azerbaigian                                                                | Qual. Mondiali 2006                                                        | -                                                                          |                                                                            |
| 17-8-2005                                                                  | Copenaghen                                                                 | Danimarca                                                                  | 4 – 1                                                                      | Inghilterra                                                                | Amichevole                                                                 | -                                                                          | 46’                                                                        |
| 8-10-2005                                                                  | Manchester                                                                 | Inghilterra                                                                | 1 – 0                                                                      | Austria                                                                    | Qual. Mondiali 2006                                                        | -                                                                          |                                                                            |
| 12-10-2005                                                                 | Manchester                                                                 | Inghilterra                                                                | 2 – 1                                                                      | Polonia                                                                    | Qual. Mondiali 2006                                                        | -                                                                          |                                                                            |
| 12-11-2005                                                                 | Ginevra                                                                    | Inghilterra                                                                | 3 – 2                                                                      | Argentina                                                                  | Amichevole                                                                 | -                                                                          |                                                                            |
| 1-3-2006                                                                   | Liverpool                                                                  | Inghilterra                                                                | 2 – 1                                                                      | Uruguay                                                                    | Amichevole                                                                 | -                                                                          | 46’                                                                        |
| 30-5-2006                                                                  | Manchester                                                                 | Inghilterra                                                                | 3 – 1                                                                      | Ungheria                                                                   | Amichevole                                                                 | 1                                                                          | 76’                                                                        |
| 3-6-2006                                                                   | Manchester                                                                 | Inghilterra                                                                | 6 – 0                                                                      | Giamaica                                                                   | Amichevole                                                                 | -                                                                          | 33’                                                                        |
| 10-6-2006                                                                  | Francoforte                                                                | Inghilterra                                                                | 1 – 0                                                                      | Paraguay                                                                   | Mondiali 2006 - 1º turno                                                   | -                                                                          |                                                                            |
| 15-6-2006                                                                  | Norimberga                                                                 | Inghilterra                                                                | 2 – 0                                                                      | Trinidad e Tobago                                                          | Mondiali 2006 - 1º turno                                                   | -                                                                          |                                                                            |
| 20-6-2006                                                                  | Colonia                                                                    | Svezia                                                                     | 2 – 2                                                                      | Inghilterra                                                                | Mondiali 2006 - 1º turno                                                   | -                                                                          |                                                                            |
| 25-6-2006                                                                  | Stoccarda                                                                  | Inghilterra                                                                | 1 – 0                                                                      | Ecuador                                                                    | Mondiali 2006 - Ottavi di finale                                           | -                                                                          | 18’                                                                        |
| 1-7-2006                                                                   | Gelsenkirchen                                                              | Inghilterra                                                                | 0 – 0 dts (1 – 3 dtr)                                                      | Portogallo                                                                 | Mondiali 2006 - Quarti di finale                                           | -                                                                          | 30’                                                                        |
| 16-8-2006                                                                  | Manchester                                                                 | Inghilterra                                                                | 4 – 0                                                                      | Grecia                                                                     | Amichevole                                                                 | 1                                                                          | cap.                                                                       |
| 2-9-2006                                                                   | Manchester                                                                 | Inghilterra                                                                | 5 – 0                                                                      | Andorra                                                                    | Qual. Euro 2008                                                            | -                                                                          | cap.                                                                       |
| 6-9-2006                                                                   | Skopje                                                                     | Macedonia                                                                  | 0 – 1                                                                      | Inghilterra                                                                | Qual. Euro 2008                                                            | -                                                                          | cap.                                                                       |
| 7-10-2006                                                                  | Manchester                                                                 | Inghilterra                                                                | 0 – 0                                                                      | Macedonia                                                                  | Qual. Euro 2008                                                            | -                                                                          | cap.                                                                       |
| 11-10-2006                                                                 | Zagabria                                                                   | Croazia                                                                    | 2 – 0                                                                      | Inghilterra                                                                | Qual. Euro 2008                                                            | -                                                                          | cap.                                                                       |
| 15-11-2006                                                                 | Amsterdam                                                                  | Paesi Bassi                                                                | 1 – 1                                                                      | Inghilterra                                                                | Amichevole                                                                 | -                                                                          | cap.                                                                       |
| 24-3-2007                                                                  | Ramat Gan                                                                  | Israele                                                                    | 0 – 0                                                                      | Inghilterra                                                                | Qual. Euro 2008                                                            | -                                                                          | cap.                                                                       |
| 28-3-2007                                                                  | Barcellona                                                                 | Andorra                                                                    | 0 – 3                                                                      | Inghilterra                                                                | Qual. Euro 2008                                                            | -                                                                          | cap.                                                                       |
| 1-6-2007                                                                   | Londra                                                                     | Inghilterra                                                                | 1 – 1                                                                      | Brasile                                                                    | Amichevole                                                                 | 1                                                                          | cap. 72’                                                                   |
| 6-6-2007                                                                   | Tallinn                                                                    | Estonia                                                                    | 0 – 3                                                                      | Inghilterra                                                                | Qual. Euro 2008                                                            | -                                                                          | cap.                                                                       |
| 22-8-2007                                                                  | Londra                                                                     | Inghilterra                                                                | 1 – 2                                                                      | Germania                                                                   | Amichevole                                                                 | -                                                                          | cap.                                                                       |
| 8-9-2007                                                                   | Londra                                                                     | Inghilterra                                                                | 3 – 0                                                                      | Israele                                                                    | Qual. Euro 2008                                                            | -                                                                          | cap.                                                                       |
| 12-9-2007                                                                  | Londra                                                                     | Inghilterra                                                                | 3 – 0                                                                      | Russia                                                                     | Qual. Euro 2008                                                            | -                                                                          | cap.                                                                       |
| 26-3-2008                                                                  | Saint-Denis                                                                | Francia                                                                    | 1 – 0                                                                      | Inghilterra                                                                | Amichevole                                                                 | -                                                                          | 46’                                                                        |
| 28-5-2008                                                                  | Londra                                                                     | Inghilterra                                                                | 2 – 0                                                                      | Stati Uniti                                                                | Amichevole                                                                 | 1                                                                          | cap.                                                                       |
| 20-8-2008                                                                  | Londra                                                                     | Inghilterra                                                                | 2 – 2                                                                      | Rep. Ceca                                                                  | Amichevole                                                                 | -                                                                          | cap.                                                                       |
| 6-9-2008                                                                   | Barcellona                                                                 | Andorra                                                                    | 0 – 2                                                                      | Inghilterra                                                                | Qual. Mondiali 2010                                                        | -                                                                          | cap.                                                                       |
| 10-9-2008                                                                  | Zagabria                                                                   | Croazia                                                                    | 1 – 4                                                                      | Inghilterra                                                                | Qual. Mondiali 2010                                                        | -                                                                          | cap. 89’                                                                   |
| 19-11-2008                                                                 | Berlino                                                                    | Germania                                                                   | 1 – 2                                                                      | Inghilterra                                                                | Amichevole                                                                 | 1                                                                          | cap.                                                                       |
| 11-2-2009                                                                  | Siviglia                                                                   | Spagna                                                                     | 2 – 0                                                                      | Inghilterra                                                                | Amichevole                                                                 | -                                                                          | cap.                                                                       |
| 28-3-2009                                                                  | Londra                                                                     | Inghilterra                                                                | 4 – 0                                                                      | Slovacchia                                                                 | Amichevole                                                                 | -                                                                          | cap.                                                                       |
| 1-4-2009                                                                   | Londra                                                                     | Inghilterra                                                                | 2 – 1                                                                      | Ucraina                                                                    | Qual. Mondiali 2010                                                        | 1                                                                          | cap.                                                                       |
| 6-6-2009                                                                   | Almaty                                                                     | Kazakistan                                                                 | 0 – 4                                                                      | Inghilterra                                                                | Qual. Mondiali 2010                                                        | -                                                                          | cap.                                                                       |
| 10-6-2009                                                                  | Londra                                                                     | Inghilterra                                                                | 6 – 0                                                                      | Andorra                                                                    | Qual. Mondiali 2010                                                        | -                                                                          | cap.                                                                       |
| 12-8-2009                                                                  | Amsterdam                                                                  | Paesi Bassi                                                                | 2 – 2                                                                      | Inghilterra                                                                | Amichevole                                                                 | -                                                                          | cap.                                                                       |
| 5-9-2009                                                                   | Londra                                                                     | Inghilterra                                                                | 2 – 1                                                                      | Slovenia                                                                   | Amichevole                                                                 | -                                                                          | cap.                                                                       |
| 9-9-2009                                                                   | Londra                                                                     | Inghilterra                                                                | 5 – 1                                                                      | Croazia                                                                    | Qual. Mondiali 2010                                                        | -                                                                          | cap. 85’                                                                   |
| 10-10-2009                                                                 | Dnipropetrovs'k                                                            | Ucraina                                                                    | 1 – 0                                                                      | Inghilterra                                                                | Qual. Mondiali 2010                                                        | -                                                                          | cap.                                                                       |
| 14-10-2009                                                                 | Londra                                                                     | Inghilterra                                                                | 3 – 0                                                                      | Bielorussia                                                                | Qual. Mondiali 2010                                                        | -                                                                          | cap.                                                                       |
| 3-3-2010                                                                   | Londra                                                                     | Inghilterra                                                                | 3 – 1                                                                      | Egitto                                                                     | Amichevole                                                                 | -                                                                          |                                                                            |
| 30-5-2010                                                                  | Graz                                                                       | Giappone                                                                   | 1 – 2                                                                      | Inghilterra                                                                | Amichevole                                                                 | -                                                                          |                                                                            |
| 12-6-2010                                                                  | Rustenburg                                                                 | Stati Uniti                                                                | 1 – 1                                                                      | Inghilterra                                                                | Mondiali 2010 - 1º turno                                                   | -                                                                          |                                                                            |
| 18-6-2010                                                                  | Città del Capo                                                             | Algeria                                                                    | 0 – 0                                                                      | Inghilterra                                                                | Mondiali 2010 - 1º turno                                                   | -                                                                          |                                                                            |
| 23-6-2010                                                                  | Port Elizabeth                                                             | Inghilterra                                                                | 1 – 0                                                                      | Slovenia                                                                   | Mondiali 2010 - 1º turno                                                   | -                                                                          |                                                                            |
| 27-6-2010                                                                  | Bloemfontein                                                               | Inghilterra                                                                | 1 – 4                                                                      | Germania                                                                   | Mondiali 2010 - Ottavi di finale                                           | -                                                                          |                                                                            |
| 11-8-2010                                                                  | Londra                                                                     | Inghilterra                                                                | 2 – 1                                                                      | Ungheria                                                                   | Amichevole                                                                 | -                                                                          | 46’                                                                        |
| 9-2-2011                                                                   | Copenaghen                                                                 | Danimarca                                                                  | 1 – 2                                                                      | Inghilterra                                                                | Amichevole                                                                 | -                                                                          |                                                                            |
| 26-3-2011                                                                  | Cardiff                                                                    | Galles                                                                     | 0 – 2                                                                      | Inghilterra                                                                | Qual. Euro 2012                                                            | -                                                                          | cap.                                                                       |
| 4-6-2011                                                                   | Londra                                                                     | Inghilterra                                                                | 2 – 2                                                                      | Svizzera                                                                   | Qual. Euro 2012                                                            | -                                                                          | cap. 30’                                                                   |
| 2-9-2011                                                                   | Sofia                                                                      | Bulgaria                                                                   | 0 – 3                                                                      | Inghilterra                                                                | Qual. Euro 2012                                                            | -                                                                          | cap.                                                                       |
| 6-9-2011                                                                   | Londra                                                                     | Inghilterra                                                                | 1 – 0                                                                      | Galles                                                                     | Qual. Euro 2012                                                            | -                                                                          | cap.                                                                       |
| 7-10-2011                                                                  | Podgorica                                                                  | Montenegro                                                                 | 2 – 2                                                                      | Inghilterra                                                                | Qual. Euro 2012                                                            | -                                                                          | cap.                                                                       |
| 15-11-2011                                                                 | Londra                                                                     | Inghilterra                                                                | 1 – 0                                                                      | Svezia                                                                     | Amichevole                                                                 | -                                                                          | cap.                                                                       |
| 2-6-2012                                                                   | Londra                                                                     | Inghilterra                                                                | 1 – 0                                                                      | Belgio                                                                     | Amichevole                                                                 | -                                                                          | 70’                                                                        |
| 11-6-2012                                                                  | Donec'k                                                                    | Francia                                                                    | 1 – 1                                                                      | Inghilterra                                                                | Euro 2012 - 1º turno                                                       | -                                                                          |                                                                            |
| 15-6-2012                                                                  | Kiev                                                                       | Svezia                                                                     | 2 – 3                                                                      | Inghilterra                                                                | Euro 2012 - 1º turno                                                       | -                                                                          |                                                                            |
| 19-6-2012                                                                  | Donec'k                                                                    | Inghilterra                                                                | 1 – 0                                                                      | Ucraina                                                                    | Euro 2012 - 1º turno                                                       | -                                                                          | 78’                                                                        |
| 24-6-2012                                                                  | Kiev                                                                       | Inghilterra                                                                | 0 – 0 dts (2 – 4 dtr)                                                      | Italia                                                                     | Euro 2012 - Quarti di finale                                               | -                                                                          |                                                                            |
| 7-9-2012                                                                   | Chișinău                                                                   | Moldavia                                                                   | 0 – 5                                                                      | Inghilterra                                                                | Qual. Mondiali 2014                                                        | -                                                                          |                                                                            |
| Totale                                                                     |                                                                            | Presenze (18º posto)                                                       | 78                                                                         |                                                                            | Reti                                                                       | 6                                                                          |                                                                            |

### Record
- Calciatore del Chelsea con più presenze nelle competizioni UEFA per club (124).[177]
- Difensore ad aver realizzato più gol nella storia della Premier League (41).[7][34][100]

## Palmarès

### Club

#### Competizioni nazionali
- Coppa d'Inghilterra: 5

Chelsea: 1999-2000, 2006-2007, 2008-2009, 2009-2010, 2011-2012
- Coppa di Lega inglese: 3

Chelsea: 2004-2005, 2006-2007, 2014-2015
- Campionato inglese: 5

Chelsea: 2004-2005, 2005-2006, 2009-2010, 2014-2015, 2016-2017
- Community Shield: 3

Chelsea: 2000, 2005, 2009

#### Competizioni internazionali
- UEFA Champions League: 1

Chelsea: 2011-2012
- UEFA Europa League: 1

Chelsea: 2012-2013

### Individuale
- Chelsea Player of the Year: 2

2001, 2006
- Squadra dell'anno della PFA: 3

2004, 2005, 2006
- FA Premier League Player of the Month: 1

Gennaio 2005
- Giocatore dell'anno della PFA: 1

2005
- ESM Team of the Year: 3

2004-2005, 2008-2009, 2009-2010
- Squadra dell'anno UEFA: 4

2005, 2007, 2008, 2009
- FIFA/FIFPro World XI: 5

2005, 2006, 2007, 2008, 2009
- Miglior difensore della UEFA Champions League: 3

2005, 2008, 2009
- All-Star Team del campionato mondiale: 1

Germania 2006
- Globe Soccer Awards: 1

Premio alla carriera per calciatori: 2023

## Opere
- John Terry, My Winning Season, HarperSport, 2005, ISBN 978-00-07-21450-1.